# Phare des Cat Cays
Le phare des Cat Cays est un phare actif situé sur la caye  nord des Cat Cays appartenant administrativement au district de Bimini (archipel des Îles Bimini), aux Bahamas. Il est géré par le Bahamas Port Department 

## Histoire
Ce phare a été mis en service en 1933, au bout de la jetée du petit port de North Cat Cay. L'île est privée et est gérée par le Yacht Club.

## Description
Ce phare  est une tour circulaire en maçonnerie, sans galerie et avec une balise de 3,7 m de haut. La tour est blanche. Il émet, à une hauteur focale de 3 m, un éclat blanc par période de 2 secondes. Sa portée est de 5 milles nautiques (environ 9 km).
Identifiant : ARLHS : BAH-023 - Amirauté : J4608 - NGA : 110-11920 .

### Lien connexe
- Liste des phares des Bahamas